# Гуннар Гуннарссон
Гуннар Гуннарссон (Gunnar Gunnarsson) (16 березня 1948, Рейк'явік) — ісландський дипломат. Надзвичайний і Повноважний Посол Ісландії у РФ, а також в Україні, Грузії, Молдові, Болгарії, Румунії і Монголії за сумісництвом.

## Життєпис
У 1978 році закінчив політологічний факультет Вільного університету в Берліні.
У 1979—1987 рр. — директор американської комісії з питань безпеки та міжнародних відносин
У 1978—1987 рр. — викладач міжнародної політики в Університеті Ісландії
У 1987—1991 рр. — доцент міжнародної політики, Університет Ісландії
У 1989—1991 рр. — радник міністра закордонних справ Ісландії
У 1991 — радник-міністр політуправління Міністерства закордонних справ Ісландії
У 1991—1992 рр. — Політичний директор Міністерства закордонних справ
У 1992—1993 рр. — посол Ісландії в рамках Наради з безпеки і співробітництва в Європі
У 1994—1998 рр. — Надзвичайний і Повноважний Посол Ісландії у РФ, а також в Україні, Грузії, Молдові, Болгарії, Румунії і Монголії за сумісництвом.
У 1998—2001 рр. — посол, політуправління Міністерства закордонних справ Ісландії
У 2001—2002 рр. — директор департаменту оборони Міністерства закордонних справ
У 2002—2008 рр. — Посол та Постійний представник Ісландії в НАТО, Західно-європейський союз (Брюссель), і Організації із заборони хімічної зброї (Гаага),
 
Він є автором низки публікацій з питань безпеки і міжнародних справ.